# Tomáš Huber
Tomáš Huber (Jablonec nad Nisou, 29 agosto 1985) è un calciatore ceco, difensore del Jablonec.